# Nothobranchius korthausae
Nothobranchius korthausae é uma espécie de peixe da família Aplocheilidae.
É endémica de Tanzânia.
Os seus habitats naturais são: pântanos.